# Spitalmühle (Markgröningen)

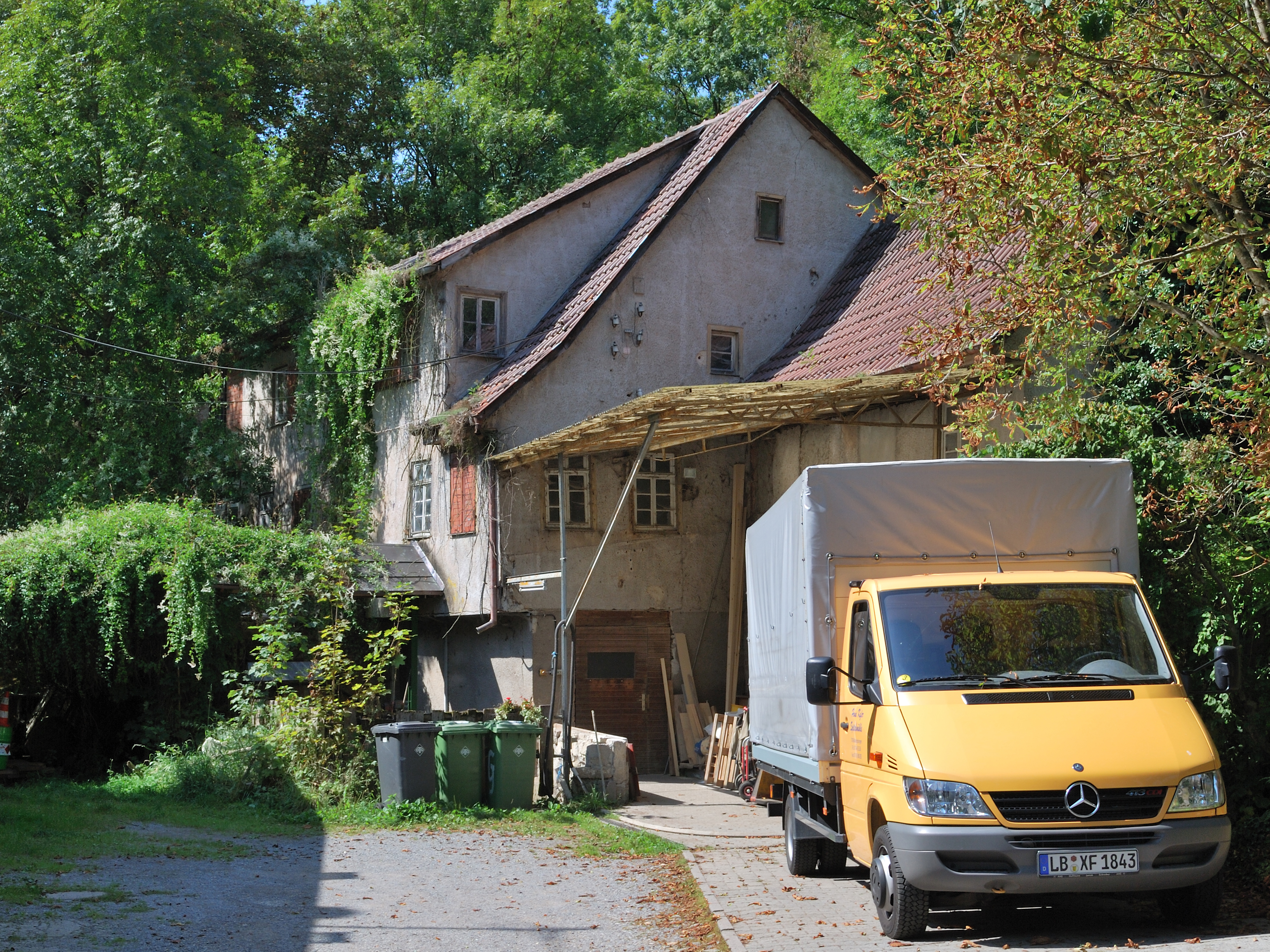
Die Spitalmühle

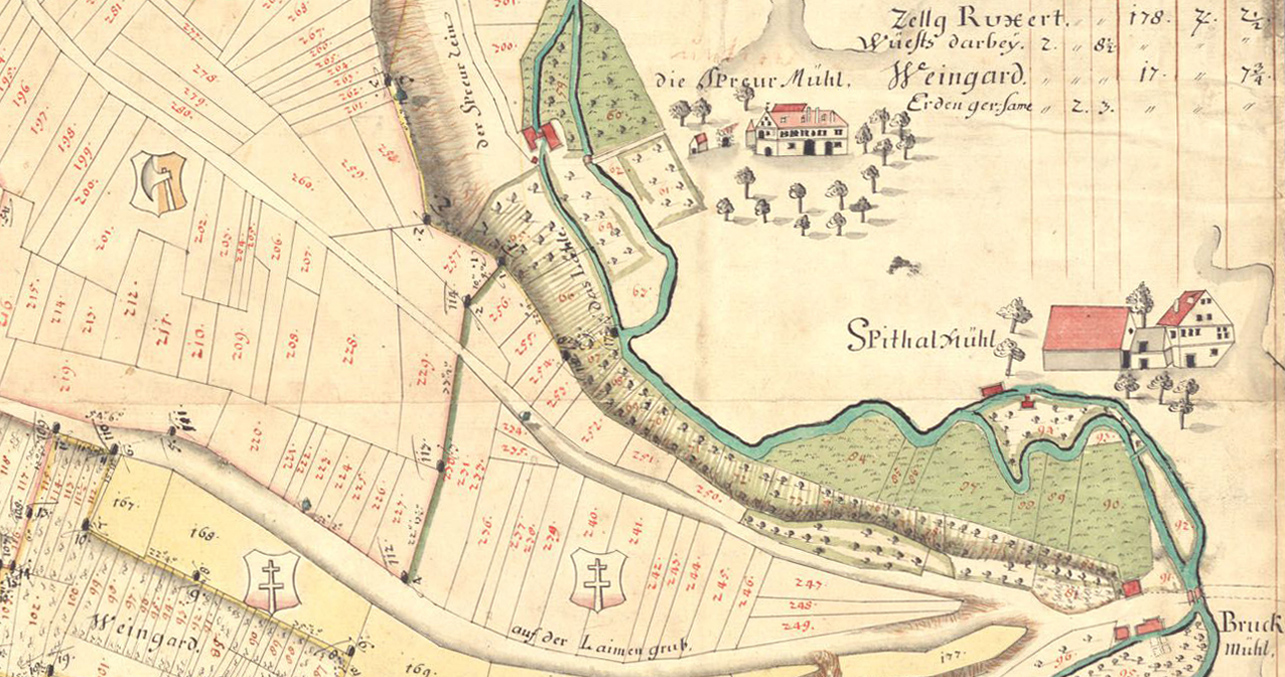
Spitalmühle auf der Aussfeldkarte (1752)

Die Spitalmühle ist eine Getreidemühle an der Glems – oberhalb des Markgröninger Stadtteils Talhausen im Landkreis Ludwigsburg.

## Geschichte
Der erste Nachweis für die ursprünglich dem Markgröninger Heilig-Geist-Spital gehörende Spitalmühle stammt aus dem Jahr 1416. Die Pächter von Spitalgütern sowie jeder, der als Naturalbesoldung Feldfrüchte vom Spital erhielt, musste in dieser Mühle mahlen lassen. Doch die Pachtabgaben waren zu hart und trieben in den folgenden 130 Jahren 22 Müller in den Ruin. Im Dreißigjährigen Krieg wurde die Mühle völlig zerstört. Nach mehreren vergeblichen Anläufen der seit der Reformation städtischen Spitalverwaltung gewann sie 1680 Hans Conrad Schell für den Wiederaufbau. Dieser scheiterte jedoch an den Folgen der Franzoseneinfälle und war alsbald verschollen. Danach folgten in kurzen Abständen etliche weitere Müller, die einer wie der andere wegen der traditionell hohen Abgaben an die Spitalverwaltung bald wieder aufgeben mussten. 1817 verkauften die Brüder Johann Michael und Ernst Gottfried Weizsäcker die Mühle an „Johann Georg Frick und sein Weib Katharina“, deren Nachkommen sich bis heute als „Spitalmüller“ halten konnten.
Noch nicht heimgekehrte Zwangsarbeiter aus Polen und Russland unternahmen nach dem Zweiten Weltkrieg Raubzüge in der Umgebung Markgröningens, so auf der Nippenburg, auf dem Aichholzhof und in Talhausen. In der Nacht zum 10. November 1945 wurde die Spitalmühle von Polen überfallen. Sie trieben alle auffindbaren Bewohner in den Keller und töteten sie dort durch Kopfschuss. Ein Angestellter hatte sich rechtzeitig versteckt. Eine Tochter der Müller-Familie überlebte, weil sie auf einer Freizeit war. Die Bande wurde 1946 von der amerikanischen Militärpolizei gefasst und inhaftiert. Die beiden mutmaßlichen Todesschützen wurden hingerichtet.

## Ausstattung und Betrieb
Die Mühle besaß Anfang des 19. Jahrhunderts drei oberschlächtige Wasserräder, die von dem 286 Meter langen, unterhalb der Glemsbrücke der Vaihinger Straße abgezweigten Kanal gespeist wurden. Im Jahr 1905 gehörte die Mühle Hermann Frick und wurde von zwei oberschlächtigen Wasserrädern mit je 2,23 m Durchmesser und 1,80 m bzw. 1,86 m Breite angetrieben. Sie nutzten ein Gefälle von 2,70 m und lieferten bei 350 l/s Wasserzufluss eine Rohleistung von 12,6 PS. Im Jahr 1921/22 hatte Mina Frick die zwei Wasserräder durch eine Haag-Unterwasserzwillingsturbine und eine Francis-Turbine ersetzt. Diese beiden Turbinen wurden später wieder ausgebaut und 1976 durch eine einzige Ossberger-Turbine mit 19,2 PS Höchstleistung ersetzt.
Die Spitalmühle im Besitz der Familien Frick und Kefer war die einzige Mühle in Markgröningen, die in ihrer ursprünglichen Form als Getreidemühle bis ins 21. Jahrhundert überlebte. Sie arbeitete zuletzt mit drei doppelten Walzenstühlen und einem Steinmahlgang zum Schroten und hatte eine Vermahlungskapazität von 7,5 Tonnen pro Tag (Stand 1997). Inzwischen wurde das Mahlen eingestellt. Die Eigentümer betreiben aber noch Mehlverkauf im Direktvertrieb an Privatkunden.
Eine Informationstafel stellt die Mühle als Station des 2001 eingerichteten Glemsmühlenwegs vor.